# Ceradz Dolny
Ceradz Dolny (prononciation : [ˈt͡sɛrat͡s ˈdɔlnɨ]) est un village polonais de la gmina de Duszniki dans le powiat de Szamotuły de la voïvodie de Grande-Pologne dans le centre-ouest de la Pologne.
Il se situe à environ 12 km à l'est de Duszniki (siège de la gmina), 21 km au sud de Szamotuły (siège du powiat), et à 24 km à l'ouest de Poznań (capitale de la Grande-Pologne).

## Histoire
De 1975 à 1998, le village faisait partie du territoire de la voïvodie de Poznań.

Depuis 1999, Ceradz Dolny est situé dans la voïvodie de Grande-Pologne.
Le village possède une population de 354 habitants en 2011.